# Tervasaari (ö i Södra Savolax, S:t Michel, lat 61,37, long 27,33)
Tervasaari är en ö i Finland. Den ligger i sjön Kuolimo och i kommunen Sankt Michel i den ekonomiska regionen  S:t Michel och landskapet Södra Savolax, i den södra delen av landet, 180 km nordost om huvudstaden Helsingfors. Öns area är 1,8 hektar och dess största längd är 340 meter i sydöst-nordvästlig riktning.